# Günter König (Politiker)

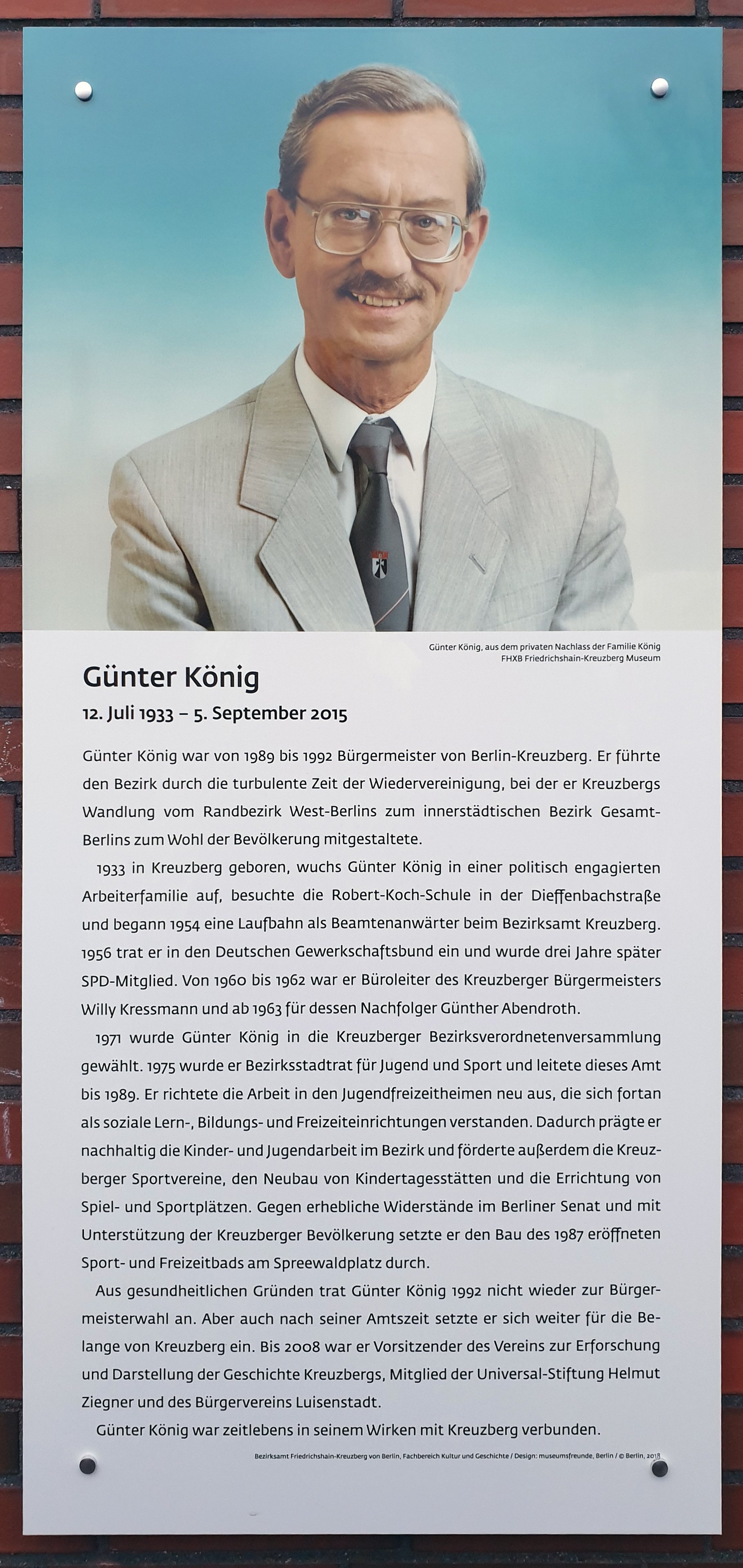
Gedenktafel auf dem Günter-König-Sportplatz

Günter König (* 12. Juli 1933 in Berlin-Kreuzberg; † 5. September 2015 in Berlin) war ein deutscher Politiker (SPD). Er war von 1989 bis 1992 Bezirksbürgermeister des Bezirks Berlin-Kreuzberg.

## Leben
König wuchs in einer politisch links stehenden Familie auf. Während des Zweiten Weltkrieges und der Luftangriffe auf Berlin (1943 bis 1945) wurde er mit seinem Bruder und seiner Mutter in den Spreewald evakuiert. Die Befreiung Berlins durch die Rote Armee erlebte er im April 1945 in Berlin.
Nach dem Besuch der Robert-Koch-Schule in Berlin begann er in den 1950er Jahren seinen Dienst als Beamtenanwärter im Bezirksamt Kreuzberg. Er wurde 1956 Mitglied des Deutschen Gewerkschaftsbundes (DGB) und 1959 der SPD. Er war mehrere Jahre Büroleiter des damaligen Bezirksbürgermeisters Willy Kressmann. Im Jahr 1971 wurde er in die Bezirksverordnetenversammlung (BVV) Kreuzberg gewählt. Von 1975 bis 1989 war er Mitglied des Bezirksamtes Kreuzberg und Stadtrat für Jugend und Sport. Im April 1989 wurde er zum Bezirksbürgermeister von Kreuzberg gewählt. Diesen Posten bekleidete er bis Oktober 1992.
König starb im Alter von 82 Jahren und wurde auf dem St. Thomas-Kirchhof in der Hermannstraße 179–185 in Neukölln beigesetzt.

## Ehrungen
Am 19. Februar 2019 wurde auf dem Günter-König-Sportplatz, Berlin-Kreuzberg, Blücherstraße 46–47, eine Gedenktafel eingeweiht.